# پیو کامپا
پیو کامپا (انگلیسی: Pio Campa؛ ۱۸۸۱ – ۱۹۶۴) هنرپیشه اهل ایتالیا بود.
از فیلم‌هایی که وی در آن نقش داشته‌است، می‌توان به احساس مالکیت و نامزدشده اشاره کرد.